# 吸血鬼之避世—救赎
《吸血鬼之避世－救贖》是一款由Nihilistic Software開發並由動視於2000年在Microsoft Windows所發行的角色扮演遊戲。遊戲以白狼遊戲製造的架空世界黑暗世界作為背景，並以桌上角色扮演遊戲《吸血鬼之避世潜藏》所改編。故事以法國十字軍戰士克里斯托夫（Christof Romuald）的冒險為開端，講述他變成一個吸血鬼的過程以及與修女Anezka的愛情故事。故事線橫跨千年，分為古代及現代兩部分，兩部分的玩法差異極大。遊戲場景包括中世紀的布拉格、維也納至現代的倫敦與紐約等地。
《吸血鬼之避世－救贖》可以以第一及第三人稱視角遊玩。遊戲透過控制克里斯托夫及其三個盟友去完成不同的任務以推進故事進度，玩家在任務中作出不同的選擇會改變克里斯托夫的人性，從而形響後續故事及最終結局。克里斯托夫擁有許多技能，可用以對抗敵人或閃避障礙物，使用技能時會消耗Christof的血液，但可以吸取敵人或其他非玩家角色的血液以進行補充。《救贖》中還有一個多人遊戲模式「Storyteller」，在該模式中，玩家可自行創建故事，並上載給其他玩家遊玩。
開發商Nihilistic Software於1998年3月由十二人團隊成立，並於次月開始開發《救贖》。團隊花了24個月的時間及180萬美元來開發這款遊戲，並聘請八個外部承包商來提供音樂和藝術品等素材。遊戲開發過程中遇上了很多問題，包括：軟件的更新使團隊放棄了編寫完整的代碼；團隊因專注於製作高質量的圖案和音效令遊戲在某些系統上的運行狀況不佳；遊戲的原計劃超出了整體預算，令團隊取消了計劃的部分功能。
《吸血鬼之避世－救贖》在2000年6月7日於Microsoft Windows上發行，並於2001年11月在Mac OS上發行。遊戲所得評價有褒有貶，遊戲的圖案、音效和多人遊戲的功能受到業內好評，而所得的負評多着重於故事和戰鬥時質量的差劣。《救贖》在1999年獲得了「遊戲評論獎」最佳RPG獎，使其在2004年11月發行了間接續集《吸血鬼之避世－血族》。

## 遊戲玩法

圖片中玩家使用第三人稱視角遊玩，並控制角色Christof Romuald使用近戰武器。界面右側顯示背包，底部則顯示當前盟友。

《吸血鬼之避世－救贖》是一種角色扮演遊戲，遊戲預設使用第三人稱視角，但亦可更改成第一人稱視角遊玩。

## 評價
對於《吸血鬼之避世－救贖》的評價褒貶不一。尽管其娱乐性受到好评，但对程序bug和设计缺陷的抱怨也不少。

## 奖项
- E31999年游戏评论奖：最佳RPG

## 另見
- 黑暗世界系列電子遊戲列表